# 横川真澄
横川 真澄（よこがわ ますみ、1973年（昭和48年）1月30日 - ）は、日本の政治家。岐阜県海津市長（2期）。

## 概要
2022年12月下旬に新型コロナウイルスに感染。

## 来歴
岐阜県海津郡平田町（現・海津市）出身。岐阜県立大垣北高等学校を経て、1995年3月、立命館大学理工学部卒業。同年4月、岐阜県庁入庁。2008年4月、在ブリスベン日本国総領事館領事。
2021年、海津市長選挙で初当選。
2025年4月20日に告示された海津市長選挙に立候補した。自民、立憲民主、公明、国民民主の各党が推薦。4月27日の投開票では新人を破って再選した。
※当日有権者数：26,501人 最終投票率：58.51%（前回比：+7.71pts）
| 候補者名   | 年齢 | 所属党派 | 新旧別 | 得票数  | 得票率 | 推薦・支持                                   |
| ---------- | ---- | -------- | ------ | ------- | ------ | -------------------------------------------- |
| 横川真澄   | 52   | 無所属   | 現     | 9,821票 | 64.32% | （推薦）自民党、立憲民主、公明党、国民民主党 |
| 二ノ宮一貴 | 47   | 無所属   | 新     | 5,447票 | 35.68% |                                              |